# Prix d'interprétation féminine
Il Prix d'interprétation féminine è un premio assegnato al festival di Cannes alla migliore attrice dei film presentati in concorso nella selezione ufficiale.
Il premio è stato assegnato per la prima volta nel 1946. In sole tre edizioni, dal 1979 al 1981, è stato assegnato anche un premio alla migliore attrice non protagonista, il Prix du second rôle féminin.
Quattro attrici hanno ricevuto questo riconoscimento in più di una edizione: Vanessa Redgrave (1966, 1969), Isabelle Huppert (1978, 2001), Helen Mirren (1984, 1995) e Barbara Hershey (1987, 1988). Isabelle Adjani è invece l'unica attrice ad aver ricevuto il premio per due film nella stessa edizione del festival (1981).

## Albo d'oro

### Anni 1940
- 1946:  Michèle Morgan – Sinfonia pastorale (La Symphonie pastorale)
- 1949:  Isa Miranda – Le mura di Malapaga (Au delà des grilles)

### Anni 1950
- 1951:  Bette Davis – Eva contro Eva (All About Eve)
- 1952:  Lee Grant – Pietà per i giusti (Detective Story)
- 1955:  L'intero cast[N 1] – Una grande famiglia (Bolš'aja sem'ja)
- 1956:  Susan Hayward[N 1] – Piangerò domani (I'll Cry Tomorrow)
- 1957:  Giulietta Masina – Le notti di Cabiria
- 1958:  Bibi Andersson, Eva Dahlbeck, Barbro Hiort af Ornäs ed Ingrid Thulin – Alle soglie della vita (Nära livet)
- 1959:  Simone Signoret – La strada dei quartieri alti (Room at the Top)

### Anni 1960
- 1960
  -  Melina Merkourī – Mai di domenica (Pote tīn kyriakī)
  -  Jeanne Moreau – Moderato cantabile
- 1961:  Sophia Loren – La ciociara
- 1962
  -  Katharine Hepburn – Il lungo viaggio verso la notte (Long Day's Journey into Night)
  -  Rita Tushingham – Sapore di miele (A Taste of Honey)
- 1963:  Marina Vlady – Una storia moderna - L'ape regina
- 1964
  -  Anne Bancroft – Frenesia del piacere (The Pumpkin Eater)
  -  Barbara Barrie – Uno, patata, due, patata... (One Potato, Two Potato)
- 1965:  Samantha Eggar – Il collezionista (The Collector)
- 1966:  Vanessa Redgrave – Morgan matto da legare (Morgan: A Suitable Case for Treatment)
- 1967:  Pia Degermark – Elvira Madigan
- 1968: il festival è stato interrotto a causa degli eventi del maggio francese
- 1969:  Vanessa Redgrave – Isadora

### Anni 1970
- 1970:  Ottavia Piccolo – Metello
- 1971:  Kitty Winn – Panico a Needle Park (The Panic in Needle Park)
- 1972:  Susannah York – Images
- 1973:  Joanne Woodward – Gli effetti dei raggi gamma sui fiori di Matilda (The Effect of Gamma Rays on Man-in-the-Moon Marigolds)
- 1974:  Marie-José Nat – I violini del ballo (Les Violons du bal)
- 1975:  Valerie Perrine – Lenny
- 1976
  -  Dominique Sanda – L'eredità Ferramonti
  -  Mari Törőcsik – Déryné hol van?
- 1977
  -  Monique Mercure – J.A. Martin fotografo (J.A. Martin photographe )
  -  Shelley Duvall – Tre donne (3 Women)
- 1978
  -  Jill Clayburgh – Una donna tutta sola (An Unmarried Woman)
  -  Isabelle Huppert – Violette Nozière
- 1979:  Sally Field – Norma Rae

### Anni 1980
- 1980:  Anouk Aimée – Salto nel vuoto
- 1981:  Isabelle Adjani – Quartet e Possession
- 1982:  Jadwiga Jankowska-Cieślak – Un altro sguardo (Egymásra nézve)
- 1983:  Hanna Schygulla – Storia di Piera
- 1984:  Helen Mirren – Cal
- 1985
  -  Norma Aleandro – La storia ufficiale (La historia oficial)
  -  Cher – Dietro la maschera (Mask)
- 1986
  -  Barbara Sukowa – Rosa L. (Die Geduld der Rosa Luxemburg)
  -  Fernanda Torres – Eu sei que vou te amar
- 1987:  Barbara Hershey – I diffidenti (Shy People)
- 1988:  Barbara Hershey,  Jodhi May e  Linda Mvusi – Un mondo a parte (A World Apart)
- 1989:  Meryl Streep – Un grido nella notte (Evil Angels)

### Anni 1990
- 1990:  Krystyna Janda – Przesłuchanie
- 1991:  Irène Jacob – La doppia vita di Veronica (La Double Vie de Véronique)
- 1992:  Pernilla August – Con le migliori intenzioni (Dan goda viljan)
- 1993:  Holly Hunter – Lezioni di piano (The Piano)
- 1994:  Virna Lisi – La regina Margot (La Reine Margot)
- 1995:  Helen Mirren – La pazzia di Re Giorgio (The Madness of King George)
- 1996:  Brenda Blethyn – Segreti e bugie (Secrets & Lies)
- 1997:  Kathy Burke – Niente per bocca (Nil by Mouth)
- 1998:  Élodie Bouchez e  Natacha Régnier – La vita sognata degli angeli (La Vie rêvée des anges)
- 1999
  -  Séverine Caneele – L'umanità (L'Humanité)
  -  Émilie Dequenne – Rosetta

### Anni 2000
- 2000:  Björk – Dancer in the Dark
- 2001:  Isabelle Huppert – La pianista (La Pianiste)
- 2002:  Kati Outinen – L'uomo senza passato (Mies vailla menneisyyttà)
- 2003:  Marie-Josée Croze – Le invasioni barbariche (Les Invasions barbares)
- 2004:  Maggie Cheung – Clean
- 2005:  Hana Laszlo – Free Zone
- 2006:  Yohana Cobo, Penélope Cruz, Lola Dueñas, Chus Lampreave, Carmen Maura e Blanca Portillo – Volver - Tornare (Volver)
- 2007:  Jeon Do-yeon – Milyang
- 2008:  Sandra Corveloni – Linha de passe
- 2009:  Charlotte Gainsbourg – Antichrist

### Anni 2010
- 2010:  Juliette Binoche – Copia conforme (Copie conforme )
- 2011:  Kirsten Dunst – Melancholia
- 2012:  Cristina Flutur e Cosmina Stratan – Oltre le colline (După dealuri)
- 2013:  Bérénice Bejo – Il passato (Le Passé)
- 2014:  Julianne Moore – Maps to the Stars
- 2015
  -  Emmanuelle Bercot – Mon roi - Il mio re (Mon roi)
  -  Rooney Mara – Carol
- 2016:  Jaclyn Jose – Ma' Rosa
- 2017:  Diane Kruger – Oltre la notte (Aus dem Nichts)
- 2018:  Samal Eslämova – Ajka
- 2019:  Emily Beecham – Little Joe

### Anni 2020
- 2021:  Renate Reinsve – La persona peggiore del mondo (Verdens verste menneske)
- 2022:  Zahra Amir Ebrahimi – Holy Spider
- 2023:  Merve Dizdar – Racconto di due stagioni (Kuru otlar üstüne)
- 2024:  Karla Sofía Gascón,  Selena Gomez,  Adriana Paz e  Zoe Saldana – Emilia Pérez
- 2025:  Nadia Melliti – La Petite Dernière

## Vincitrici per Paese d'origine
Aggiornato alla 78ª edizione (2025):
| Stati Uniti   | 22 |
| Francia       | 16 |
| Regno Unito   | 11 |
| Spagna        | 7  |
| Italia        | 5  |
| Svezia        | 5  |
| Belgio        | 3  |
| Germania      | 3  |
| Brasile       | 2  |
| Canada        | 2  |
| Polonia       | 2  |
| Romania       | 2  |
| Argentina     | 1  |
| Corea del Sud | 1  |
| Filippine     | 1  |
| Finlandia     | 1  |
| Grecia        | 1  |
| Hong Kong     | 1  |
| Iran          | 1  |
| Islanda       | 1  |
| Israele       | 1  |
| Kazakistan    | 1  |
| Messico       | 1  |
| Norvegia      | 1  |
| Russia        | 1  |
| Sudafrica     | 1  |
| Svizzera      | 1  |
| Turchia       | 1  |
| Ungheria      | 1  |